# رسوایی دهکده
رسوایی دهکده (انگلیسی: A Village Scandal) فیلمی کوتاه به کارگردانی راسکو آرباکل محصول سال ۱۹۱۵ کشور ایالات متحده آمریکا است.

## بازیگران
- ریموند هیچکاک
- راسکو آرباکل
- فلورا زابل هیچکاک
- ال سنت جان
- هری مک‌کوی
- مینتا دارفی